# ليتل نايتميرز
ليتل نايتميرز أو الكوابيس الصغيرة (بالإنجليزية: Little Nightmares) هي لعبة كومبيوتر من نوع مغامرات ورعب وألغاز، من تطوير تارسير ستوديوز السويدية، ومن نشر نامكو بانداي انترتنمنت اليابانية في قارة أوروبا، وهي مقتبسة من لعبة ليمبو الشهيرة، صدرت في شهر أبريل 2017 وتعمل لأنظمة الكمبيوتر مايكروسوفت ويندوز وبلاي ستيشن 4 وإكس بوكس ون.

## القصة
ارتدي معطف المطر خاصتك ولا تنس أن تتناول العشاء قبل الإيواء إلى الفراش فقد تستفيق يوماً ما مخطوفاً على متن «البلعوم».
بطلة هذه اللعبة هي فتاة في التاسعة من العمر تدعى «ستة» (بالإنجليزية: Six) تستيقظ ستة ذات ليلة على أثر كابوس مروع عن امرأة ترتدي قناع غيشا لتجد نفسها في ما يسمى «البلعوم» (بالإنجليزية: Maw) وهو المكان المرعب الذي تدور فيه أغلب أحداث اللعبة من هيئته يبدو أن البلعوم هو سفينة قسمها الأكبر تحت الماء وهو مرؤوس من قبل السيدة (بالإنجليزية: The lady) التي تستخدم البلعوم لخطف الأطفال من منازلهم لمصلحتها كما سيظهر لاحقاً.
عند خطفهم يوضع الأطفال في الطابق الأدنى من البلعوم -حيث تستيقظ ستة- هناك يتم إطعامهم وإعطاؤهم ألعابا يلعبون بها وأسرة ينامون عليها لكن الفكرة هي إطعامهم وتسمينهم كي يقوم الطاهي بطبخهم وتقديمهم للزبائن في الطابق المتوسط فوق الماء من البلعوم.
يقوم الحاجب (بالإنجليزية: janitor) بتفقد الأطفال وأسرهم عند اكتمال التسمين لتقديمهم إلى الطاهي (بالإنجليزية: The cook) الذي يقدمهم للعشاء وفي هذه الأحداث تستيقظ ستة -غير مأسورة كبقية الأطفال- في الطابق الأدنى وتحاول الفرار من البلعوم مقادة بجوعها وشراهتها الغير طبيعية للطعام وتحاول العبور للطابق الأعلى للخروج متغلبة على كل من الحاجب والطاهي والسيدة.

## شخصيات
ينصح مطورو اللعبة بعدم قراءة الشخصيات إلا بعد الانتهاء من اللعبة لأنها قد تحتوي على بعض الأسرار التي يجب أن يكتشفها اللاعب أثناء اللعب.

### الحاجب The janitor
هو الشخص المسؤول عن إطعام الأطفال وتسمينهم كما تغليفهم وإرسالهم للطاهي متواجد في الطابق الأدنى من البلعوم وبعد الهرب الطويل تقوم ستة ببتر يديه الطويلتين باستخدام باب معدني كبير. الحاجب أو البواب أعمى وقصير الساقين لكن حاسة شمه قوية ويداه طويلتان تستخدم ستة الفطنة للهرب منه بشكل عام.

### الطاهي The cook
وهو الشخص المسؤول عن طبخ الأطفال بعد أن يتم إرسالهم من الطابق الأدنى إلى غرفة التبريد في الطابق المتوسط وفي الحقيقة تكتشف ستة أن هناك طاهيان في سبيل هربها حيث يعملان بوردية متعاكسة بينما يكون الآخر نائماً وتوقظه ستة عند محاولة تحصيلها مفتاح باب المطبخ وتتمكن أخيراً من الإفلات منهما في غرفة غسيل الأطباق عن طريق جهاز السحب الذي سيقودها في نهاية المطاف إلى الطابق الأعلى.

## السيدة The lady of the maw
لكي تصل ستة إلى الطابق الأخير عليها أن تخرج من السفينة وتتسلق من الخارج إلى إحدى فتحات الطابق الأعلى كما سيرى اللاعب زبائن البلعوم يدخلون إلى المطعم حيث يقدم العشاء تحاول الآن ستة الوصول للأعلى هاربة من الزبائن الذين يحاولون أكلها عند رؤيتها مباشرة كي تصل للسيدة والتي يبدو أنها حطمت جميع المرايا في الطابق الأعلى كي لا ترى انعكاسها وهي تظل ترتدي قناع الغيشا فلا يظهر وجهها للسيدة قدرة ظلامية على سحب قوة الحياة من الأحياء لذلك تقوم بتسمين الزبائن بإطعامهم الأطفال وبعدها تستخرج حياتهم في سبيل خلودها
الآن تواصل ستة البحث كي تجد المرآة الوحيدة التي لم تحطمها السيدة بل أقفلت عليها بعيداً وتستخدمها في توجيه الضوء ناحية السيدة التي ترى انعكاسها وتتأذى منه حتى إذا ما فقد وعيها عاد إلى ستة جوعها الضاري وتقوم بالتهام السيدة وأخذ قدرتها الظلامية.
مستخدمة القدرة تستخرج ستة حياة الزبائن في طريقها إلى الخارج كما يبدو أن البلعوم يستجيب لها كسيدة جديدة له فالأبواب تفتح دون مشاكل وفي النهاية يمكن أن نرى ستة تنتظر عند المخرج لسفينة تقلها إلى البر كما سيسمع اللعب صوت بوق سفينة قادم من بعيد

## ستة Six
ظهرت الكثير من النظريات حول الفتاة وخلفيتها لتفسير عدة أمور في سير الأحداث لكن أقواها هو أن ستة هي ابنة السيدة التي تحكم البلعوم والتي أدركت أن ستة أجمل منها فأبعدتها إلى الطابق الأدنى وحطمت المرايا في طابقها كي لا تقتنع بالعكس والدليل هو وجود صور لستة في غرفة السيدة التي حاولت إبعادها أيضاً.
بسبب الجوع الغريب الذي يظل يقود ستة طوال الطريق والذي يتحول في النهاية إلى شراهة دموية حقاً تتابع الفتاة مسيرتها في إحدى المراحل تتناول ستة أحد «الأقزام» الذي حاول تقديم قطعة من السجق لها عندما لاحظ جوعها كما تأكل السيدة بعد هزيمتها.

### الأقزام Nomes
هي مخلوقات صغيرة الحجم تظهر في مختلف جوانب البلعوم ويعتقد أنها ما تبقى من أرواح الأطفال الذين ماتوا في البلعوم يظلون خائفين من أي شيء وكل شيء بما في ذلك ستة فهم يمثلون وعي الأطفال عند خطفهم لذا أول شيء تفعله ستة عند لقائهم هو ضمهم لإعطائهم الطمأنينة مما يتسبب في اتباع الأقزام لها لفترة قصيرة من الوقت لكن دورهم في الجزء الثاني من اللعبة أهم بكثير

## تطوير اللعبة
أراد فريق المطورين في السويد استكشاف "التحديات الجامحة" للطفولة. صُممت بيئة اللعبة، "الماو"، كعمل فني مفاهيمي "حيث يُمكن ترك أسوأ الأشياء في العالم لتتعفن". وتماشيًا مع موضوع الطفولة، اختار المطورين عدم تصميم بطل اللعبة أن يكون قوياً. وبينما وُصف أسلوب اللعب بأنه قائم على التسلل والتخفي، يُفضل الفريق وصفه بأنه "شخصية غامضة"، معتقدين أن مصطلح "التخفي" يُوحي بشخصية قوية.
أعلنت استوديوهات تارسير عن اللعبة في شهر مايو 2014 تحت عنوان "الجوع"، دون ذكر اسم الناشر، وذلك لإصدارها على جهاز بلاي ستيشن 4. وبعد عرض تشويقي في شهر فبراير 2015، لم يُسمع أي شيء عن المشروع حتى شهر أغسطس 2016، عندما أعلنت بانداي نامكو إنترتينمنت عن إبرامها اتفاقية نشر دولية مع المطور السويدي تارسير، والذي أُعيدت تسميته الآن "الكوابيس الصغيرة". اختار فريق المطورين تغيير اسم الغلاف لتمييزه عن سلسلة ألعاب الجوع مما يجعل البحث عنه أسهل.

## التقييمات
| استقبال |                                                                        |
| --- | ---------------------------------------------------------------------- |
| مجموع النقاط المجموع نقاط ميتاكريتيك حاسوب شخصي: 81/100 [ 10 ] بلاي ستيشن 4: 78/100 [ 11 ] إكس بوكس ون: 83/100 [ 12 ] NS: 79/100 [ 13 ] نتائج المراجعة نشرة نقاط دستركتويد 8.5/10 [ 14 ] غيم إنفورمر 9/10 [ 15 ] غيم ريفولوشن [ 16 ] غيم سبوت 8/10 [ 17 ] غيمز رادار [ 18 ] آي جي إن 8.8/10 [ 19 ] بي سي غيمر (الولايات المتحدة) 78/100 [ 20 ] بوليغون 8.5/10 [ 21 ] فيديو غيمر.كوم 9/10 [ 22 ] |                                                                        |
| مجموع النقاط |                                                                        |
| المجموع | نقاط                                                                   |
| ميتاكريتيك | حاسوب شخصي: 81/100 بلاي ستيشن 4: 78/100 إكس بوكس ون: 83/100 NS: 79/100 |
| نتائج المراجعة |                                                                        |
| نشرة | نقاط                                                                   |
| دستركتويد | 8.5/10                                                                 |
| غيم إنفورمر | 9/10                                                                   |
| غيم ريفولوشن | [ 16 ]                                                                 |
| غيم سبوت | 8/10                                                                   |
| غيمز رادار | [ 18 ]                                                                 |
| آي جي إن | 8.8/10                                                                 |
| بي سي غيمر (الولايات المتحدة) | 78/100                                                                 |
| بوليغون | 8.5/10                                                                 |
| فيديو غيمر.كوم | 9/10                                                                   |

تغلبت شركة تارسير ستوديوز على نفسها بهذه التحفة حيث لاقت اللعبة إقبالا غير متوقع عند طرحها في الأسواق وردود الفعل بالمجمل كانت شديدة الحماس لإكمال قصة الفتاة ستة مما دفع الناشرين إلى جمع التقييمات على المواقع الرسمية والشائعة ونشر فيديو ترويجي أثار الجدل بين المحبين للعبة حيث يظهر العرض الترويجي تقريباً كسابقه عند الانطلاقة إضافة إلى أرقام التقيمات لكن في الحقيقة تطلب شركة نامكو بانداي انترتنمنت من المتابعين الإكمال حتى النهاية حيث يظهر مقطع لستة تستخدم إحدى الأعين في البلعوم لمشاهدة طفل يقربها بالعمر تمكن من الفرار ويستعد للانطلاق في مغامرة جديدة.
تلقت ليتل نايتميرز مراجعات «إيجابية بشكل عام»، وفقًا لمجمع مراجعة ألعاب الفيديو ميتاكريتيك. 
- لاحقاً تم طرح ثلاثة فصول من هذه اللعبة في القصة الإضافية «أسرار البلعوم» (بالإنجليزية: Secrets of the Maw) الوصلة سكرتس أوف ذا ماو

## إعادة الإصدار
سيتم إعادة الإصدار للعبة ليتل نايتميرز للنسخة المحسنة بتاريخ 10 أكتوبر 2025، وستتوفر 15 لغة، ومن بينها العربية، وتحت عنوان باللغة العربية "الكوابيس الصغيرة".